# 증평 단군전
증평 단군전은 대한민국 충청북도 증평군 증평읍에 있는 단군 제향을 위한 사당이다. 2004년 4월 30일 증평군의 향토유적 제1호로 지정되었다.

## 개요
증평읍사무소에서 시장을 지나 대동아파트로 오르다보면 보인다. 거리는 약 1.3km이다.단군전(檀君殿)은 1948년 5월 27일 김기석(金箕錫 : 1897~1978)씨 등 지역유지들이 홍익인간의 이념과 경천숭조사상을 길러 민족정기를 빛내기 위해 본존과 담장을 세워 건립됐다.
1929년 세워진 일본 신사(神祠)가 1945년 8월 16일 해방 이튿날 청년들에 의해 불타 없어진 그 자리에 건립된 단군전은 정면 3칸, 측면 2칸의 팔작지붕 목조기와집이다. 단군전은 해마다 10월 3일 개천절과 음력 3월 15일 어천절(御天節)에 단군전봉찬회 주관으로 제향을 지내고 있다.

## 참고 문헌
- 단군전(檀君殿) - 증평군 문화관광